# 永代橋 (富山県)
永代橋（えいたいはし）は、富山県富山市の富岩運河にかかる橋である。中島二丁目・中島三丁目と興人町を結んでいる。

## 概要
当橋は富山市内の大工業地帯へ通ずる最重要道路として、1937年（昭和14年）10月から着工し、工費23,500円をかけて工事を進め、1938年（昭和13年）4月15日に竣工した鉄筋コンクリートゲルパー橋である。橋長は70m（スパン長14.7m×径間数6）である。